# Reserva ecológica de Mistaken Point
La Reserva Ecológica de Mistaken Point es un área salvaje declarada como Patrimonio Mundial de la Unesco. Se encuentra en el extremo sureste de la península de Avalon en la isla de Terranova, dentro de la provincia canadiense de Terranova y Labrador. La reserva alberga la Formación Mistaken Point, que contiene una de las colecciones de fósiles del Precámbrico más diversas y mejor conservadas del mundo. Los fósiles ediacáricos descubiertos en el sitio constituyen los restos más antiguos conocidos de vida multicelular en la Tierra.
Mistaken Point es una pequeña punta en la península de Avalon. Históricamente, Mistaken Point ha sido confundido con Cabo Race debido a las condiciones meteorológicas típicamente neblinosas de la zona. Los marineros que cometían este error se dirigían hacia el norte, pensando que habían llegado al Puerto de Cabo Race, y chocaban inmediatamente contra rocas traicioneras.
El primer fósil encontrado en la zona, Fractofusus misrai, fue descubierto en junio de 1967 por Shiva Balak Misra, un estudiante de posgrado indio que estudiaba geología en la Universidad Memorial de Terranova. A mediados de la década de 1980, el sitio rápidamente fue reconocido como una ubicación importante que contenía posiblemente los fósiles de metazoos más antiguos de América del Norte y los fósiles marinos de aguas profundas más antiguos del mundo. Un tramo de cinco kilómetros de costa fue establecido provisionalmente como reserva por el gobierno provincial en 1984 y fue designado permanentemente en 1987. Posteriormente, se amplió en 2009 después de nuevos descubrimientos de fósiles.
Estudios han demostrado que la biota de Mistaken Point representa los fósiles ediacáricos más antiguos conocidos a nivel mundial y son los organismos más antiguos, grandes y complejos arquitectónicamente en la historia de la Tierra. Los sitios fósiles a lo largo de la costa dentro de la reserva fueron inscritos en la lista de Sitios del Patrimonio Mundial de la UNESCO el 17 de julio de 2016. 
El naufragio del RMS Titanic fue encontrado el 1 de septiembre de 1985, a poco más de 600 km (370 mi) de Mistaken Point.

## Literatura
- Claudino-Sales, V. (2018). Coastal World Heritage Sites. Coastal Research Library. Springer Netherlands. ISBN 978-94-024-1528-5. Consultado el 14 de mayo de 2024.